# آیزاک دی. بارنارد
آیزاک دی. بارنارد (به انگلیسی: Isaac D. Barnard) سناتور سابق عضو حزب دموکرات ایالات متحده آمریکا بود. وی در سال ۱۸۲۷ تا ۱۸۳۱ میلادی سناتور ایالت پنسیلوانیا در سنای ایالات متحده آمریکا بود.